# 2月2日 (旧暦)
旧暦2月2日（きゅうれきにがつふつか）は旧暦2月の2日目である。六曜は先負である。

## できごと
- 治安元年（ユリウス暦1021年3月17日） - 寛仁から治安に改元[要出典]。
- 永禄2年（ユリウス暦1559年3月10日） - 織田信長が入京し将軍・足利義輝に謁見[要出典]。
- 寛文12年（グレゴリオ暦1672年3月1日） - 江戸市ヶ谷の浄瑠璃坂で宇都宮藩の奧平源八が父の仇を討つ。日本三大仇討の一つ。
- 嘉永4年（グレゴリオ暦1851年3月4日） - 島津斉彬が薩摩藩主に就任。
- 嘉永6年（グレゴリオ暦1853年3月11日） - 小田原地震。小田原城大破、小田原で大被害。
- 明治5年（グレゴリオ暦1872年3月10日） - 横浜居留地に日本基督公会設立。初の日本人によるプロテスタントの教会。

## 誕生日
- 弘安8年（ユリウス暦1285年3月9日） - 後二条天皇、94代天皇 （+ 1308年）
- 延享5年（グレゴリオ暦1748年2月29日） - 菅茶山、儒学者・漢詩人（+ 1827年）
- 明治4年（グレゴリオ暦1871年4月10日） - 横山源之助、ジャーナリスト（+ 1915年）

## 忌日
- 天平勝宝元年（ユリウス暦749年2月2日） - 行基、大僧正 （* 668年）
- 承保元年（ユリウス暦1074年2月2日） - 藤原頼通、廷臣、後一条・後朱雀・後冷泉天皇の摂政・関白（* 992年）
- 享和2年（グレゴリオ暦1802年3月5日） - 市野上浅右エ門、力士（* 1767年）

## 記念日・年中行事
- 二日灸/如月灸
この日に灸をすえると倍の効能となり、その年を無病息災で過ごせるという。